# جمعية النصوص الإسلامية
جمعيه النصوص الإسلاميه، (ITS) هي دار نشر بريطانية تخضع لمراجعة الأقران وتتركز على العناوين الأكاديمية والعامة عن الإسلام. وهي مسجلة كمؤسسة خيرية تعليمية في المملكة المتحدة.

## التاريخ
تأسست جمعيه النصوص الإسلاميه في كامبريدج بالمملكة المتحدة عام 1981. عملت ITS منذ بداياتها بالتعاون مع علماء من بينهم الأمير غازي بن محمد، وديفيد بوريل، ومحمد هاشم كمالي، ومارتن لينجز، وسيد حسين نصر، وإريك أورمسبي، وتيموثي وينتر (عبد الحكيم مراد).

### بصمة الناشر
كان لدى ITS كذلك بصمة الناشر (قوينتا اسنشيا) تتركز على الرمزية والفنون والروحانية العالمية. ومنذ ذلك الحين تم نقلها إلى الناشر الأمريكي (فونس فيتي).

## منشورات بارزة
نشرت جمعيه النصوص الإسلاميه أكثر من ستين عنوانًا، بما في ذلك السيرة الأعلى مبيعًا،  للسيرة الذاتية لمارتن لينجز (محمد: حياته مبنية على المصادر المبكرة) والأعمال الرئيسية في دراسات الحديث والفقه الإسلامي والصوفية. الهدف البعيد لجمعية النصوص الإسلامية هو توفير مكتبة إنجليزية شاملة عن الإسلام وتخصصاته المختلفة.
أحد مشاريع لجمعية النصوص الإسلامية هو «سلسلة الغزالي» التي تهدف إلى نشر أعمال محمد أبو حامد الغزالي باللغة الإنجليزية. فاز اثنان من مجلداته بجائزة تصميم وإنتاج الكتب البريطانية (أفضل غلاف عادي عام) في عامي 1991 و 1993. 
مشروع آخر لجمعية النصوص الإسلامية هو «سلسلة الحقوق والحريات الأساسية في الإسلام»، والذي يتضمن العديد من الدراسات التي أجراها محمد هاشم كمالي.

## روابط خارجية
- Islamic Texts Society official website
- A partial list of books published by ITS
- Full Catalogue
- Publisher page at IPG.
- Publisher page at المكتبة المفتوحة.
- WorldCat entry
- ITS Facebook page